# Daejeon
Daejeon (대전광역시?, 大田廣域市?, Daejeon gwang-yeoksiLR) è una città nel centro della Corea del Sud. È la quinta città più grande della Corea con una popolazione di 1.537.324 nel giugno 2012.
Dal punto di vista amministrativo è contemporaneamente capoluogo della provincia del Sud Chungcheong e città metropolitana autoamministrata con rango di provincia.

## Storia
La zona di Daejeon è stata abitata fin dall'età della pietra, rientrando successivamente nei territori dei regni coreani di Baekje, Silla e Joseon. Nonostante le ridotte dimensioni, il villaggio crebbe e si sviluppò a causa della costruzione della ferrovia di Gyeongbu tra Seul e Busan, nel 1905, e della ferrovia di Honam, tra Daejeon e Mokpo nel 1926. Nel 1932 è diventata la capitale della provincia del Chungcheong Meridionale.
Durante la guerra di Corea, tra alcune nazioni dell'ONU e la Corea del Nord, Daejeon è stata teatro di una lunga battaglia, tra il 14 e 21 luglio 1950, dall'esito incerto. Le Nazioni Unite ebbero l'occasione di stabilire il perimetro di Busan (teatro di un'altra battaglia vinta dall'ONU stessa), anche se i coreani avevano ottenuto una vittoria tattica, catturando il maggior generale William Frishe Dean.
A partire dal 1997 è stata avviata la costruzione del "Daejeon Government Complex" nel quadro dello sforzo di decentrare alcuni uffici governativi della capitale Seul; tra gli altri Daejeon è sede di Statistics Korea, l'ufficio statistico coreano.

## Società

### Istituzioni, enti e associazioni
Nella città ha sede la Korea Forest Service.

## Infrastrutture e trasporti

### Ferrovie
La città è servita dalla stazione di Daejeon che tramite il treno ad alta velocità KTX la collega alla capitale Seul in meno di un'ora.

### Mobilità urbana
La città conta su una linea di metropolitana con un'altra linea in costruzione e altre tre in progetto. Ad affiancare la linea metropolitana c'è un'importante rete di autobus.

## Amministrazione

### Gemellaggi
- Ōda, dal 1987
- Seattle, dal 1989
- Budapest, dal 1994
- Nanchino, dal 1994
- Calgary, dal 1996
- Guadalajara, dal 1997
- Uppsala, dal 1999
- Novosibirsk, dal 2001
- Brisbane, dal 2002
- Binh Duong, dal 2005